# Chlamydomonas pertyi
Chlamydomonas pertyi là một loài tảo trong họ Chlamydomonadaceae, thuộc chi Chlamydomonas.